# تشارلز جي. كوفمان
تشارلز جي. كوفمان هو سياسي أمريكي، ولد في 30 أغسطس 1875، وتوفي في 15 أغسطس 1929 في كلاركسبورغ في الولايات المتحدة. انتخب عضو مجلس ولاية فيرجينيا الغربية ‏.